# 4040 Purcell
4040 Purcell eller 1987 SN1 är en asteroid i huvudbältet som upptäcktes den 21 september 1987 av den amerikanske astronomen Edward L.G. Bowell vid Anderson Mesa Station. Den är uppkallad efter den brittiske kompositören Henry Purcell.
Asteroiden har en diameter på ungefär 11 kilometer.